# Glenhis Hernández
Glenhis Hernández Horta (La Habana, 7 de octubre de 1990) es una deportista cubana que compite en taekwondo. Ganó una medalla de oro en el Campeonato Mundial de Taekwondo de 2013, y una medalla de oro en los Juegos Panamericanos de 2011.

## Palmarés internacional
| Campeonato Mundial   | Campeonato Mundial   | Campeonato Mundial | Campeonato Mundial |
| Año                  | Lugar                | Medalla            | Categoría          |
| -------------------- | -------------------- | ------------------ | ------------------ |
| 2013                 | Puebla (México)      | Medalla de oro     | –73 kg             |
| Juegos Panamericanos |                      |                    |                    |
| Año                  | Lugar                | Medalla            | Categoría          |
| 2011                 | Guadalajara (México) | Medalla de oro     | +67 kg             |

### Juegos Panamericanos de 2011
Tras vencer a la puertorriqueña Nikki Gabrielle en los panamericanos celebrados en la ciudad de Guadalajara en 2011 obtuvo el oro en la categoría de más de 67 kilogramos. Consiguiendo así su primer título de relevancia la cual amplió la expectativa de la cubana.

### Juegos Olímpicos de Londres 2012
No pudo conseguir llegar hasta la final olímpica por lo que tuvo que conformarse por pelear por el tercer puesto frente a la que en ese momento era la excampeona olímpica de la categoría la mexicana Rosario Espinoza. En este encuentro, la mexicana resultó triunfadora por lo que Glenhis salió sin medalla de los olímpicos.

### Mundial de Taekwondo de 2013
Tras el cuarto lugar en los Olímpicos, la reivindicación de Hernández llegó en 2013 al obtener la medalla de oro en el campeonato mundial de taekwondo celebrado en la ciudad de Puebla, México. En el encuentro decisivo derrotó a la surcoreana Lee Jong-in por marcador de 5 a 1.